# Jörg Willer
Jörg Willer (* 2. April 1936 in Stettin; † 28. Oktober 2017 in Erlabrunn) war ein deutscher Pädagoge und  Hochschullehrer für Physikdidaktik.

## Leben
Willers Vater stammte aus Danzig, die Mutter aus Wertheim. Erste pädagogische Erfahrungen sammelte Jörg Willer  als Dorfschullehrer in Oberleinach. Nach seiner Tätigkeit im bayerischen Schuldienst 1961–1966 war er  1966–1974 an der Pädagogischen Hochschule Würzburg als Dozent tätig. Anschließend wirkte er 1974–1980 an der Pädagogischen Hochschule Berlin (PH Berlin), wo er als Dozent für Physikdidaktik künftige Physiklehrer in Theorie und Praxis ausbildete. Mit der Auflösung der PH Berlin 1980 wurde er Mitglied des Fachbereichs Physik  der Technischen Universität Berlin. Er arbeitete am Institut für Fachdidaktik Physik und Lehrerbildung, dessen Leitung er für längere Zeit innehatte. Willer wurde im Jahr 2001 als Professor für Didaktik der Physik unter Berücksichtigung erkenntnis- und wissenschaftstheoretischer Grundlagenprobleme am Institut für Atomare Physik und Fachdidaktik der Technischen Universität Berlin emeritiert.
Willer bewahrte sich ein über den engeren Rahmen der Physikdidaktik hinausgehendes Interesse an philosophischen, erkenntnistheoretischen und physikhistorischen Fragen, das sich in zahlreichen Zeitschriftenaufsätzen und mehreren Büchern niederschlug und das auch über seine Pensionierung hinaus anhielt. Als langjähriger Stiftungsratsvorsitzender der Hugo-Dingler-Stiftung förderte er die Drucklegung wissenschaftlicher Arbeiten auf den Gebieten Philosophie, Wissenschaftstheorie und Wissenschaftsgeschichte.
Nach seiner Emeritierung lebte Willer mit seiner Frau Amanda in dem unterfränkischen Dorf Erlabrunn, wo er weiterhin wissenschaftlich aktiv blieb.

## Werke (Auswahl)
- Relativität und Eindeutigkeit. Pan-Verlag Rudolf Birnbach, Wurzach 1973, 213 Seiten.
- Nachwort zu Max Scheler: Logik I. Rodopi, Amsterdam 1975 (=Elementa, Band III), Seite 273 ff. (eingeschränkte Vorschau).
- Der Bezug auf Husserl im Frühwerk Schelers. In: Kantstudien, Band 72, 1981, S. 175–185.
- Didaktik des Physikunterrichts. Verlag Harri Deutsch, Frankfurt am Main 2003, ISBN 3-8171-1693-4
- Messen und Philosophieren. Hugo Dinglers technikorientierte Begründung der angewandten Geometrie. In: Peter Janich (Hrsg.): Wissenschaft und Leben. Philosophische Begründungsprobleme in Auseinandersetzung mit Hugo Dingler. transcript, Bielefeld 2006, ISBN 3-89942-475-1,  Seite 137–154 (eingeschränkte Vorschau).

Als Herausgeber
- Jörg Willer und  Reinhard Dithmar (Hrsg.): Schule zwischen Kaiserreich und Faschismus. Wissenschaftliche Buchgesellschaft, Darmstadt 1981.